# Fédération d'Aruba de football
Pour les articles homonymes, voir AVB.
La Fédération d'Aruba de football (Arubaanse Voetbal Bond (nl) AVB) est une association regroupant les clubs de football d'Aruba et organisant les compétitions nationales et les matchs internationaux de la sélection d'Aruba.
La fédération nationale d'Aruba est fondée en 1932. Elle est affiliée à la FIFA depuis 1988 et est membre de la CONCACAF depuis 1988 également.